# Noctiluca
Noctiluca és un gènere de protistes dinoflagel·lats amb dos flagells Les seves cèl·lules són vesiculoses, freqüentment vaquolitzades, presentant un tentacle mòbil que utilitzen per capturar les preses. A vegades tenen algues simbiòtiques. Aquestes algues tenen un enzim que quan reacciona amb oxigen, provoquen llum (bioluminiscència).